# تيم (اسم)
تيم هو اسم علم مذكر من أصل عربي، ومعناه هو مصدر للفعل تام، الحب كذلك اسم مفعول بمعنى المستعبد العبد الذاهب العقل.

## شخصيات تحمل الاسم
- تيم ألين (13 يونيو 1953 – )
- تيم برتون (25 أغسطس 1958[3][4][5] – )
- تيم بيرنرز لي (مخترع الإنترنت، 8 يونيو 1955[6][7] – )
- تيم دنكان (لاعب كرة سلة أمريكي، 25 أبريل 1976[8][9] – )
- تيم روبنز (16 أكتوبر 1958[10][11] – )
- تيم روث (ممثل إنجليزي، 14 مايو 1961[12][13] – )
- تيم كاري (19 أبريل 1946[14][15] – )
- تيم كاهيل (لاعب كرة قدم أسترالي، 6 ديسمبر 1979[16] – )
- تيم كوك (الرئيس التنفيذي لشركة ابل، 1 نوفمبر 1960 – )
- تيم كونواي (ممثل ومخرج وكاتب وكوميدي أمريكي، 15 ديسمبر 1933 – 14 مايو 2019).
- تيم ريابي

## شخصيات خيالية تحمل الاسم
- تيم دريك
- تيماري

## وصلات خارجية
- موسوعة السلطان قابوس لأسماء العرب نسخة محفوظة 5 أبريل 2019 على موقع واي باك مشين.